# (-)-檜烯合酶
(-)-檜烯合酶（(-)-sabinene synthase，EC 4.2.3.109）是用系統名稱為“牻牛兒基二磷酸磷酸酶”（geranyl-diphosphate diphosphate-lyase）環化、(-)-檜烯形成的一種酶。這種酶通过以下的化学反应進行酶催化。
香葉基焦磷酸(Geranyl pyrophosphate {\displaystyle \rightleftharpoons } (-)-檜烯(Sabinene) + 焦磷酸盐
这种酶的催化过程需要。

## 外部連結
- 醫學主題詞表（MeSH）：(-)-sabinene+synthase